# ヴィドゥ・ヴィノード・チョープラー
ヴィドゥ・ヴィノード・チョープラー（Vidhu Vinod Chopra、1952年9月5日 - ）は、インドの映画監督、映画プロデューサー、脚本家。ヴィノード・チョープラー・フィルムズの設立者。代表作に『Parinda』『1942・愛の物語』『ムンナー兄貴、医者になる』『ムンナー兄貴、ガンディーと出会う』『きっと、うまくいく』『PK』『SANJU サンジュ』がある。

## 生い立ち
ジャンムー・カシミール州シュリーナガル出身。異父兄弟にラーマナンド・サーガルがいる。プネーのインド映画テレビ研究所で映像技術を学んでいる。

## キャリア
初めて手掛けた短編映画『Murder at Monkey Hill』は国家映画賞の短編映画賞とグル・ダット賞を受賞した。1978年に製作した『An Encounter with Faces』はアカデミー短編ドキュメンタリー映画賞にノミネートされ、1980年のタンペレ映画祭ではグランプリに選ばれた。1981年に初の長編映画『Sazaye Maut』を製作し、『1942・愛の物語』『アルターフ 復讐の名のもとに』『ムンナー兄貴、医者になる』『ムンナー兄貴、ガンディーと出会う』『きっと、うまくいく』などで高い評価を得た。2015年に製作したハリウッド映画『Broken Horses』はRotten Tomatoesの支持率22%、公開初週末の興行収入は600万ルピーと商業的に失敗している。

## フィルモグラフィー
- 1942・愛の物語（1994年） - 監督、製作、脚本
- アルターフ 復讐の名のもとに（2000年） - 監督、製作、脚本
- きっと、うまくいく（2009年） - 製作、脚本
- フェラーリの運ぶ夢（英語版）（2012年） - 製作、脚本
- PK（2014年） - 製作
- SANJU サンジュ（2018年） - 製作